# Balun
Koordinati:   43°48′21″N, 15°15′15″E
Balun je nenaseljen otoček v Narodnem parku Kornati. Pripada Hrvaški.
Balun leži okoli 1 km severno od Mane in okoli 3 km južno od Kornata. Površina otočka je 0,052 km², dolžina obale meri 0,91 km, najvišji vrh je visok 29 mnm.